# Aurica Bărăscu
Aurica Bărăscu (Geburtsname Aurica Chiriță; * 21. September 1974 in Nicorești, Kreis Galați) ist eine ehemalige rumänische Ruderin.
Sie trat mindestens bis 2001 unter ihrem Geburtsnamen Aurica Chiriță und spätestens ab 2003 unter ihrem Ehenamen Aurica Bărăscu an.

## Sportliche Karriere
Aurica Chiriță erreichte bei den (inoffiziellen) U23-Weltmeisterschaften 1996 den zweiten Platz im Doppelzweier. Bei ihrem ersten WM-Start im Erwachsenenbereich belegte sie 1997 den zehnten Platz im Doppelvierer. In den Saisons 1998 und 1999 ruderte sie im Ruder-Weltcup im rumänischen Achter, mit dem sie den Titel bei den Weltmeisterschaften 1999 gewann. In der Olympiasaison 2000 begann sie im Achter, wechselte dann aber mehrfach die Bootsklasse. Bei den Weltmeisterschaften in den nichtolympischen Bootsklassen gewann sie die Bronzemedaille im Vierer ohne Steuerfrau. Bei den Olympischen Spielen in Sydney belegte sie den neunten Platz mit dem Doppelvierer.
2001 ruderte sie wieder im Achter und erkämpfte bei den Weltmeisterschaften die Silbermedaille hinter dem australischen Achter. Im Jahr darauf trat sie bei den Weltmeisterschaften 2002 in zwei Bootsklassen an: mit dem Doppelzweier belegte sie den elften Platz, mit dem Achter erreichte sie den vierten Platz. In der Weltcup-Saison 2003 ruderte Aurica Bărăscu im Doppelzweier, bei den Weltmeisterschaften 2003 wagte sie wie 2002 den Doppelstart. Nach dem achten Platz im Doppelzweier gewann sie die Silbermedaille mit dem Achter hinter dem deutschen Großboot. Auch 2004 begann sie im Doppelzweier, ruderte aber beim Weltcupfinale mit dem Achter auf den dritten Platz. Bei den Olympischen Spielen in Athen siegte der rumänische Achter vor den Booten aus den Vereinigten Staaten und aus den Niederlanden.
Nach zwei Jahren Wettkampfpause kehrte die 1,81 m große Aurica Bărăscu 2007 noch einmal zurück. Sie gewann hinter dem US-Achter die Silbermedaille bei den Weltmeisterschaften, bei den Europameisterschaften gewann sie den Titel. 2008 und 2012 trat sie je einmal im Weltcup an, aber nicht mehr bei den Olympischen Spielen.